# Portland Pattern Repository
Portland Pattern Repository es un sitio web dedicado a la programación y creado por Ward Cunningham. El sitio incluye desde marzo de 1995 el aún existente WikiWikiWeb, el primero de todos los wikis, actualmente con más de 30 000 páginas. Actualmente, el WikiWikiWeb sigue siendo un lugar prominente donde se discute sobre patrones y antipatrones.

## Historia
El 17 de septiembre de 1987, el programador Ward Cunningham, que en ese tiempo trabajaba en Tektronix, y Kent Beck  de Apple Computer co-publicaron el artículo Uso de patrones de idiomas para los programas orientados a objetos  Este artículo, acerca de los patrones de diseño de software, fue inspirado por el concepto arquitectónico de "patrones" de Christopher Alexander. Fue escrito para la conferencia de programación OOPSLA de 1987 organizada por la Association for Computing Machinery. La idea de Cunningham y Beck se hizo popular entre los programadores porque les ayudó a intercambiar ideas de programación en un formato fácil de entender. 
Cunningham & Cunningham, la consultora de programación que eventualmente albergaría el PPR en su dominio de Internet, fue creada en Salem, Oregón el 1 de noviembre de 1991, y lleva el nombre de Ward y su esposa, Karen R. Cunningham, matemática, maestra y directora de escuela. Cunningham & Cunningham registraron su dominio de Internet, c2.com, el 23 de octubre de 1994. Ward creó Portland Pattern Repository en c2.com como un medio para ayudar a los programadores orientados a objetos a publicar sus patrones de programación informática enviándolos a él. Algunos de esos programadores asistieron a las Conferencias de OOPSLA y PLoP sobre programación orientada a objetos, y publicaron sus ideas en el PPR. El PPR está acompañado, en c2.com  por la primera wiki (una colección de páginas web modificables por el lector) que se llama WikiWikiWeb.